# 심영 (후한)
심영(審榮, ? ~ ?)은 중국 후한 말의 무장으로, 기주(冀州) 위군(魏郡) 음안현(陰安縣) 사람이다.

## 생애
심배(審配)의 조카로, 원상(袁尙)을 섬겼다.
건안(建安) 9년(204년) 2월, 조조(曹操)가 원상의 본거지인 업(鄴)을 공격하였을 때 심배와 함께 업을 수비하였다.
같은 해 8월, 심영은 조조와 내통하여 동쪽 문을 열어주었다.
조조에게 생포된 심배는 그에게 심영이 내통하였음을 전해 듣자, 심영의 용렬함에 한탄하였다. 곧 심배는 처형당하였으나, 이후 심영의 거취는 알려져 있지 않다.

## 《삼국지연의》 속 심영
신비(辛毗)의 친구로 등장하며, 심배가 신비의 일족을 모두 죽이자 이에 신비를 동정하여 조조와 내통한 것으로 묘사되어 있다.

## 심영의 친족관계

### 관련 인물
심배